# Horst Barth (Fußballspieler)
Horst Barth (* 27. Mai 1934; † 19. Januar 1999 in Göttingen) war ein deutscher Fußballspieler.

## Laufbahn

### Fußball-Oberliga Nord, 1953 bis 1962
Der Nachwuchsstürmer Horst Barth rückte bei den Schwarz-Gelben vom Maschpark, dem Göttingen 05, in der Runde 1953/54 unter Trainer Fritz Rebell nach dem Weggang des Torjägers Günter Schlegel zum Hamburger SV, in der Fußball-Oberliga Nord in der Offensive in die Stammformation. Er debütierte in der damals höchsten deutschen Spielklasse – regional aufgeteilt in fünf Ligen – am 9. August 1953 beim Heimspiel gegen Arminia Hannover auf Linksaußen. Das Spiel endete 1:1-Remis. Insgesamt kam der Liganeuling in seiner ersten Oberligarunde auf 28 Einsätze und erzielte dabei acht Tore. Göttingen belegte den 10. Tabellenrang. An der Seite der Mitspieler Heinz Knopp, Wilhelm Koschinski, Gerhard Schaff und Karl Wasch bestritt er für Göttingen von 1953 bis 1958 in der Oberliga Nord 121 Ligaspiele und kam dabei auf 40 Tore. Nach dem Abstieg in der Runde 1957/58 unter Trainer Josef Kraatz nahm er das Angebot von Werder Bremen an und wechselte an die Weser.
Unter dem zeitgleich gekommenen Trainer Georg Knöpfle gehörte er in den nächsten vier Runden, 1958/59 bis 1961/62, beim SV Werder immer der Stammformation im Angriff an und landete mit seinem neuen Verein vier Mal auf dem 2. Platz. Im ersten Werder-Jahr, 1958/59, absolvierte er 26 Spiele und erzielte zehn Tore. Die Angriffsreihe mit Günter Wilmovius, Willi Schröder, Klaus Hänel, Arnold Schütz und Barth erzielte 89 Tore und wurde nur vom Meister Hamburger SV mit 98 Treffern übertroffen. Den Titelgewinn garantierte die HSV-Abwehr, die lediglich 28 Gegentore zuließ, wogegen die Grün-Weißen beachtliche 57 Gegentreffer kassierten.
Im Wettbewerb des DFB-Pokals 1960/61 war „Bartsche“ als Mittelstürmer in den Spielen gegen den 1. FC Köln, Karlsruher SC (Halbfinale) und im Endspiel am 13. September 1961 in Gelsenkirchen gegen den 1. FC Kaiserslautern im Einsatz. Beim Finalsieg mit 2:0 Toren trat Werder mit der Angriffsbesetzung Günter Wilmovius, Willi Schröder, Barth, Willi Soya und Klaus Hänel an. Der DFB-Pokalsieg war der größte Erfolg in der fußballerischen Laufbahn von Horst Barth. In den Endrundenspielen um die deutsche Meisterschaft von 1959 bis 1962 bestritt er für Werder 16 Spiele und erzielte sechs Tore. Im Rahmen des Europapokals der Pokalsieger 1961/62 war er in den vier Spielen gegen Aarhus GF und Atlético Madrid im Einsatz und erzielte gegen die Dänen zwei Treffer.
Sein letztes Oberligaspiel für Bremen bestritt Barth am 15. April 1962 bei dem 1:1-Remis gegen Holstein Kiel. Er hatte in seiner vierten Runde für den Vizemeister in 29 Spielen zwölf Tore erzielt. Insgesamt kam er in Bremen auf 101 weitere Oberligaspiele und schoss dabei 36 Tore.

### Magdeburg, 1962 bis 1965
Überraschend führte der weitere Weg Horst Barth im Sommer 1962 nach Magdeburg. Er spielte von August 1962 bis 1965 bei der BSG Turbine Magdeburg in der DDR-Liga. Sein Debüt gab er am 25. August 1962 beim 2:1-Sieg gegen den SC Potsdam. Das Vorhaben im Oberliga-Kollektiv des SC Aufbau Magdeburg mitzuwirken, hatte sich nicht verwirklichen lassen.